# Bảng xếp hạng Billboard cuối năm
Bảng xếp hạng Billboard cuối năm (tiếng Anh: Billboard Year-End) là bảng xếp hạng các sản phẩm âm nhạc (đĩa đơn và album) phổ biến nhất trong năm tại Mỹ, phát hành bởi tạp chí âm nhạc Billboard. Vị trí xếp hạng dựa trên tổng doanh số tiêu thụ của đĩa đơn và album trong suốt năm đó.

## Danh sách
Dưới đây là danh sách các đĩa đơn và album nhạc pop quán quân trên bảng xếp hạng Billboard cuối năm.
| Năm  | Đĩa đơn của năm                                                      | Đĩa đơn của năm                           | Album của năm                           | Album của năm                   | Chú thích       |
| Năm  | Đĩa đơn                                                              | Nghệ sĩ                                   | Album                                   | Nghệ sĩ                         | Chú thích       |
| ---- | -------------------------------------------------------------------- | ----------------------------------------- | --------------------------------------- | ------------------------------- | --------------- |
| 1946 | "Prisoner of Love"                                                   | Perry Como                                | —                                       | —                               | [ 1 ]           |
| 1947 | "Near You"                                                           | Francis Craig                             | —                                       | —                               | [ 2 ]           |
| 1948 | "Twelfth Street Rag"                                                 | Pee Wee Hunt                              | —                                       | —                               | [ 3 ]           |
| 1949 | Riders in the Sky"                                                   | Vaughn Monroe Orchestra                   | —                                       | —                               | [ 4 ]           |
| 1950 | "Goodnight, Irene"                                                   | Gordon Jenkins và The Weavers             | —                                       | —                               | [ 5 ]           |
| 1951 | "Too Young"                                                          | Nat King Cole                             | —                                       | —                               | [ 6 ]           |
| 1952 | "Blue Tango"                                                         | Leroy Anderson                            | —                                       | —                               | [ 7 ]           |
| 1953 | "Song from Moulin Rouge"                                             | Percy Faith                               | —                                       | —                               | [ 8 ]           |
| 1954 | "Little Things Mean a Lot"                                           | Kitty Kallen                              | —                                       | —                               | [ 9 ]           |
| 1955 | "Cherry Pink and Apple Blossom White"                                | Perez Prado                               | —                                       | —                               | [ 10 ]          |
| 1956 | "Heartbreak Hotel"                                                   | Elvis Presley                             | Calypso                                 | Harry Belafonte                 | [ 11 ] [ 12 ]   |
| 1957 | "All Shook Up"                                                       | Elvis Presley                             | My Fair Lady                            | Dàn diễn viên gốc               | [ 13 ] [ 14 ]   |
| 1958 | "Nel Blu Dipinto di Blu (Volare)"                                    | Domenico Modugno                          | My Fair Lady                            | Dàn diễn viên gốc               | [ 15 ] [ 16 ]   |
| 1959 | "The Battle of New Orleans"                                          | Johnny Horton                             | Music from Peter Gunn                   | Henry Mancini                   | [ 17 ] [ 18 ]   |
| 1960 | Theme from "A Summer Place"                                          | Percy Faith                               | The Sound of Music                      | Dàn diễn viên gốc               | [ 19 ] [ 20 ]   |
| 1961 | "Tossin' and Turnin'"                                                | Bobby Lewis                               | Camelot                                 | Dàn diễn viên gốc               | [ 21 ] [ 22 ]   |
| 1962 | "Stranger on the Shore"                                              | Mr. Acker Bilk                            | West Side Story                         | Nhạc phim                       | [ 23 ] [ 24 ]   |
| 1963 | "Sugar Shack"                                                        | Jimmy Gilmer và Fireballs                 | West Side Story                         | Nhạc phim                       | [ 25 ] [ 26 ]   |
| 1964 | "I Want to Hold Your Hand"                                           | The Beatles                               | Hello, Dolly!                           | Dàn diễn viên gốc               | [ 27 ] [ 28 ]   |
| 1965 | "Wooly Bully"                                                        | Sam the Sham & the Pharaohs               | Mary Poppins                            | Nhạc phim                       | [ 29 ] [ 30 ]   |
| 1966 | "Ballad of the Green Berets"                                         | S/Sgt. Barry Sadler                       | Whipped Cream and Other Delights        | Herb Alpert & the Tijuana Brass | [ 31 ] [ 32 ]   |
| 1967 | "To Sir with Love"                                                   | Lulu                                      | More of The Monkees                     | The Monkees                     | [ 33 ] [ 34 ]   |
| 1968 | "Hey Jude"                                                           | The Beatles                               | Are You Experienced                     | The Jimi Hendrix Experience     | [ 35 ] [ 36 ]   |
| 1969 | "Sugar, Sugar"                                                       | The Archies                               | In-A-Gadda-Da-Vida                      | Iron Butterfly                  | [ 37 ] [ 38 ]   |
| 1970 | "Bridge over Troubled Water"                                         | Simon & Garfunkel                         | Bridge over Troubled Water              | Simon & Garfunkel               | [ 39 ] [ 40 ]   |
| 1971 | "Joy to the World"                                                   | Three Dog Night                           | Jesus Christ Superstar                  | Nhạc phim                       | [ 41 ] [ 42 ]   |
| 1972 | "The First Time Ever I Saw Your Face"                                | Roberta Flack                             | Harvest                                 | Neil Young                      | [ 43 ] [ 44 ]   |
| 1973 | "Tie a Yellow Ribbon 'Round the Ole Oak Tree"                        | Tony Orlando và Dawn                      | The World Is a Ghetto                   | War                             | [ 45 ] [ 46 ]   |
| 1974 | "The Way We Were"                                                    | Barbra Streisand                          | Goodbye Yellow Brick Road               | Elton John                      | [ 47 ] [ 48 ]   |
| 1975 | "Love Will Keep Us Together"                                         | Captain & Tennille                        | Elton John's Greatest Hits              | Elton John                      | [ 49 ] [ 50 ]   |
| 1976 | "Silly Love Songs"                                                   | Wings                                     | Frampton Comes Alive                    | Peter Frampton                  | [ 51 ] [ 52 ]   |
| 1977 | "Tonight's the Night (Gonna Be Alright)"                             | Rod Stewart                               | Rumours                                 | Fleetwood Mac                   | [ 53 ] [ 54 ]   |
| 1978 | "Shadow Dancing"                                                     | Andy Gibb                                 | Saturday Night Fever                    | Nhạc phim                       | [ 55 ] [ 56 ]   |
| 1979 | "My Sharona"                                                         | The Knack                                 | 52nd Street                             | Billy Joel                      | [ 57 ] [ 58 ]   |
| 1980 | "Call Me"                                                            | Blondie                                   | The Wall                                | Pink Floyd                      | [ 59 ] [ 60 ]   |
| 1981 | "Bette Davis Eyes"                                                   | Kim Carnes                                | Hi Infidelity                           | REO Speedwagon                  | [ 61 ] [ 62 ]   |
| 1982 | "Physical"                                                           | Olivia Newton-John                        | Asia                                    | Asia                            | [ 63 ] [ 64 ]   |
| 1983 | "Every Breath You Take"                                              | The Police                                | Thriller                                | Michael Jackson                 | [ 65 ] [ 66 ]   |
| 1984 | "When Doves Cry"                                                     | Prince                                    | Thriller                                | Michael Jackson                 | [ 67 ] [ 68 ]   |
| 1985 | "Careless Whisper"                                                   | Wham! hợp tác với George Michael          | Born in the U.S.A.                      | Bruce Springsteen               | [ 69 ] [ 70 ]   |
| 1986 | "That's What Friends Are For"                                        | Dionne & Friends                          | Whitney Houston                         | Whitney Houston                 | [ 71 ] [ 72 ]   |
| 1987 | "Walk Like an Egyptian"                                              | The Bangles                               | Slippery When Wet                       | Bon Jovi                        | [ 73 ] [ 74 ]   |
| 1988 | "Faith"                                                              | George Michael                            | Faith                                   | George Michael                  | [ 75 ] [ 76 ]   |
| 1989 | "Look Away"                                                          | Chicago                                   | Don't Be Cruel                          | Bobby Brown                     | [ 77 ] [ 78 ]   |
| 1990 | "Hold On"                                                            | Wilson Phillips                           | Janet Jackson's Rhythm Nation 1814      | Janet Jackson                   | [ 79 ] [ 80 ]   |
| 1991 | "(Everything I Do) I Do It for You"                                  | Bryan Adams                               | Mariah Carey                            | Mariah Carey                    | [ 81 ] [ 82 ]   |
| 1992 | "End of the Road"                                                    | Boyz II Men                               | Ropin' the Wind                         | Garth Brooks                    | [ 83 ] [ 84 ]   |
| 1993 | "I Will Always Love You"                                             | Whitney Houston                           | The Bodyguard                           | Nhạc phim                       | [ 85 ] [ 86 ]   |
| 1994 | "The Sign"                                                           | Ace of Base                               | The Sign                                | Ace of Base                     | [ 87 ] [ 88 ]   |
| 1995 | "Gangsta's Paradise"                                                 | Coolio hợp tác với L.V.                   | Cracked Rear View                       | Hootie & the Blowfish           | [ 89 ] [ 90 ]   |
| 1996 | "Macarena" (Bayside Boys Mix)                                        | Los del Río                               | Jagged Little Pill                      | Alanis Morissette               | [ 91 ] [ 92 ]   |
| 1997 | "Candle in the Wind 1997"/"Something About the Way You Look Tonight" | Elton John                                | Spice                                   | Spice Girls                     | [ 93 ] [ 94 ]   |
| 1998 | "Too Close"                                                          | Next                                      | Titanic                                 | Nhạc phim                       | [ 95 ] [ 96 ]   |
| 1999 | "Believe"                                                            | Cher                                      | Millennium                              | Backstreet Boys                 | [ 97 ] [ 98 ]   |
| 2000 | "Breathe"                                                            | Faith Hill                                | No Strings Attached                     | NSYNC                           | [ 99 ] [ 100 ]  |
| 2001 | "Hanging by a Moment"                                                | Lifehouse                                 | 1                                       | The Beatles                     | [ 101 ] [ 102 ] |
| 2002 | "How You Remind Me"                                                  | Nickelback                                | The Eminem Show                         | Eminem                          | [ 103 ] [ 104 ] |
| 2003 | "In da Club"                                                         | 50 Cent                                   | Get Rich or Die Tryin'                  | 50 Cent                         | [ 105 ] [ 106 ] |
| 2004 | "Yeah!"                                                              | Usher hợp tác với Lil Jon và Ludacris     | Confessions                             | Usher                           | [ 107 ] [ 108 ] |
| 2005 | "We Belong Together"                                                 | Mariah Carey                              | The Massacre                            | 50 Cent                         | [ 109 ] [ 110 ] |
| 2006 | "Bad Day"                                                            | Daniel Powter                             | Some Hearts                             | Carrie Underwood                | [ 111 ] [ 112 ] |
| 2007 | "Irreplaceable"                                                      | Beyoncé                                   | Daughtry                                | Daughtry                        | [ 113 ]         |
| 2008 | "Low"                                                                | Flo Rida hợp tác với T-Pain               | As I Am                                 | Alicia Keys                     | [ 114 ] [ 115 ] |
| 2009 | "Boom Boom Pow"                                                      | Black Eyed Peas                           | Fearless                                | Taylor Swift                    | [ 116 ] [ 117 ] |
| 2010 | "Tik Tok"                                                            | Kesha                                     | I Dreamed a Dream                       | Susan Boyle                     | [ 118 ] [ 119 ] |
| 2011 | "Rolling in the Deep"                                                | Adele                                     | 21                                      | Adele                           | [ 120 ] [ 121 ] |
| 2012 | "Somebody That I Used to Know"                                       | Gotye hợp tác với Kimbra                  | 21                                      | Adele                           | [ 122 ] [ 123 ] |
| 2013 | "Thrift Shop"                                                        | Macklemore và Ryan Lewis hợp tác với Wanz | The 20/20 Experience                    | Justin Timberlake               | [ 124 ] [ 125 ] |
| 2014 | "Happy"                                                              | Pharrell Williams                         | Frozen                                  | Nhạc phim                       | [ 126 ] [ 127 ] |
| 2015 | "Uptown Funk"                                                        | Mark Ronson hợp tác với Bruno Mars        | 1989                                    | Taylor Swift                    | [ 128 ] [ 129 ] |
| 2016 | "Love Yourself"                                                      | Justin Bieber                             | 25                                      | Adele                           |                 |
| 2017 | "Shape of You"                                                       | Ed Sheeran                                | Damn                                    | Kendrick Lamar                  |                 |
| 2018 | "God's Plan"                                                         | Drake                                     | Reputation                              | Taylor Swift                    |                 |
| 2019 | "Old Town Road"                                                      | Lis Nas X                                 | When We All Fall Asleep,Where Do We Go? | Billie Eilish                   |                 |
| 2020 | "Blinding Lights"                                                    | The Weeknd                                | Hollywood's Bleeding                    | Post Malone                     |                 |
| 2021 | "Levitating"                                                         | Dua Lipa                                  | Dangerous: The Double Album             | Morgan Wallen                   |                 |
| 2022 | "Heat Waves"                                                         | Glass Animals                             | Un Verano Sin Ti                        | Bad Bunny                       |                 |
| 2023 | "Last Night"                                                         | Morgan Wallen                             | One Thing at a Time                     | Morgan Wallen                   | [ 130 ] [ 131 ] |
| 2024 | "Lose Control"                                                       | Teddy Swims                               | The Tortured Poets Department           | Taylor Swift                    | [ 132 ] [ 133 ] |